# Іменє (Брда)
Іменє (словен. Imenje) — поселення в общині Брда, Регіон Горишка, Словенія. Висота над рівнем моря: 239 м.